# Zeilfeld
Zeilfeld ist ein Ortsteil der Stadt Römhild im Landkreis Hildburghausen im fränkisch geprägten Teil Thüringens.

## Geografie
Die Ortslage von Zeilfeld befindet sich nur drei Kilometer östlich vom Kleinen Gleichberg, mit  641,3 m ü. NN ist dieser Berg eine Landmarke und zugleich einer den bekanntesten Berge in Südthüringen. Vom Aufbau her ist Zeilfeld, wie  Gleichamberg oder Gleicherwiesen, ein Haufendorf und hat 278 Einwohner.
Zeilfeld liegt an der Landstraße L1132, die die Kreisstadt Hildburghausen mit Römhild verbindet.

### Rhein-Weser Wasserscheide
Der südliche Teil der  Ortslage Zeilfeld befindet sich direkt auf der Rhein-Weser-Wasserscheide. Im Nordosten tangiert den Ort der Zeilbach, dessen Quelle sich in unmittelbarer Nähe befindet, welcher nach Norden der Werra zufließt. Im Westen befindet sich die Quelle der Milz, welche Richtung Süden fließt.  Auch im Süden und Südosten gibt es mehrere nach Süden fließende kleine Nebenbäche der Milz, wie den Rabersbach. Die Milz bildet den Hauptzufluss der Fränkischen Saale, welche ein rechter (nördlicher) Zufluss des Mains ist, welcher wiederum in den Rhein mündet. Somit quert die Rhein-Weser Wasserscheide den südlichen Teil der Ortslage: Der südliche Teil, die letzten Häuser der Rother Straße befindet sich bereits im Einzugsgebiets des Rheins, die gesamte Reuriether Straße dagegen im Einzugsgebiet der Weser. Diese Hauptwasserscheide quert auch den etwas weiter westlich befindlichen Kleinen Gleichberg.

## Geschichte
Das Gebiet der Gleichberge ist ein wichtiges Zentrum der ur- und frühgeschichtlichen Besiedlung in Thüringen, das hier befindliche Oppidum Steinsburg gilt als ein befestigter Siedlungsplatz der Kelten.
Die erste urkundliche Erwähnung des Ortes Zeilfeld geht auf das Jahr 1210 unter dem Namen Zilueld zurück. Im Laufe der Geschichte änderte sich der Name über Zilfelt (1317) und Zylveld (1340) zum heutigen Zeilfeld.

## Kultur und Sehenswürdigkeiten
- Die Kirche St. Oswald
- In das Naturschutzgebiet Gleichberge mit den beiden markanten Höhen und der kleinen Talsperre Roth führt ein Netz von Wander- und Radwegen.
- Der Ort Zeilfeld war im Mittelalter durch eine Ortsbefestigung und eine vom Ortsrand in nördlicher Richtung bis in das Werratal bei Reurieth verlaufende Landwehr geschützt.  Das auffällige Bodendenkmal besteht aus Wall und Graben und lässt sich noch gut in der Landschaft verfolgen.
- Eiche mit einem Brusthöhenumfang von 6,20 m (2016).[1]